# Éthylbenzène
 (juin 2012).
Si vous disposez d'ouvrages ou d'articles de référence ou si vous connaissez des sites web de qualité traitant du thème abordé ici, merci de compléter l'article en donnant les références utiles à sa vérifiabilité et en les liant à la section « Notes et références ».
L'éthylbenzène est un composé organique aromatique dérivé du benzène, de formule chimique C6H5-C2H5.

## Fabrication
Bien qu'il soit présent en faibles quantités dans le pétrole brut, l'éthylbenzène utilisé dans l'industrie est fabriqué en faisant réagir le benzène et l'éthylène avec une catalyse par un acide de Lewis à 180 °C sous 9 bar.

## Utilisation
Il est principalement utilisé dans l'industrie pétrochimique comme intermédiaire de synthèse dans la fabrication du styrène, utilisé pour fabriquer le polystyrène. Le styrène est obtenu par déshydrogénation catalytique :
L'éthylbenzène est également utilisé comme solvant dans les peintures, ainsi que comme additif antidétonant dans l'essence automobile.

## Effets sur la santé
L'éthylbenzène peut présenter des effets nocifs sur le système nerveux central. Son inhalation peut entraîner des fibroses pulmonaires. 
L'éthylbenzène est ototoxique chez le rat. Parmi les solvants aromatiques, il est celui qui provoque les plus importantes pertes de cellules ciliées externes. Des données épidémiologiques obtenues chez des travailleurs de l'industrie pétrochimique suggèrent également un risque de déficit auditif chez l'Homme. 
Cet hydrocarbure est cancérigène possible chez l'Homme (Classe 2B).